# باري كلارك (سائق راليات)
باري كلارك (بالإنجليزية: Barry Clark)‏ مواليد 30 يوليو 1982، هو سائق راليات اسكتلندي. بدأ مسيرته في سنة 2003. كان أول رالي له هو رالي ويلز 2003. تسابق في بطولة العالم للراليات.